# 踢牙老奶奶
踢牙老奶奶，也稱為踢牙老嫗是一句產生自網路社群的流行語，主要流行於2002年底至2003年間。語源來自英寶格台灣分公司「英寶格股份有限公司」（2001年成立時英文名稱「Infogrames Taiwan Limited」，2003年英文名稱改為「Atari Taiwan Limited」）於2002年11月30日於台灣代理發行之电脑角色扮演游戏《无冬之夜》繁體中文版中的“錯誤翻譯”，後來被廣泛地借作為「錯誤的翻譯」、「差勁的翻譯」、「翻譯得亂七八糟、不知所云」的同義語使用。

## 語源

「踢牙老奶奶」在遊戲的對白中出現的情況。

以下為《絕冬城之夜》繁體中文版中的遊戲畫面（其中*是一個隨機的數字，會隨玩家跟不同的NPC對話而改變）。
|  | 我向前跑進人群，大叫要他們停手，*但…我在泥巴裡摔倒。我抬頭看到一位老奶奶慈祥的臉。我抓住她的手…但她竟然一腳踢到我的牙齒。 |

本譯文在由“英寶格絕冬城之夜中文版欺騙消費者權益鐵証網”揭露之後，立刻在網路上廣為流傳。該網站同時也以截圖對照方式記錄了《絕冬城之夜》許多翻譯上的錯誤。但這句「一腳踢到我的牙齒」的語感，以及「老奶奶」、「踢牙」之間的落差所帶給人的強烈印象，以及它几乎随处可见的出現率，使得這個“錯誤”在網路上的傳播率一枝獨秀，成了《絕冬城之夜》眾多錯誤翻譯之中最具代表性的“錯誤翻譯”。
透過2002年底至2003年初網友之間廣泛的傳播，這個“錯誤翻譯”引起了一陣網路爆紅現象。而“錯誤”本身也在流傳期間，由遊戲中的長句（「我向前跑進人群，……」）轉化為「踢牙老奶奶」一詞，並借為指責「錯誤、差勁的翻譯」之用；爾後，更衍生出了名詞、形容詞、擬人化等用法。
然而值得注意的是，此處的「一腳踢到我的牙齒」并非誤譯，原文是英文「she kicked me right in my teeth」，而并非英语成语「a kick in my teeth」（“漠视我”之意），韦氏词典关于「kick in my teeth」的定义是名词短语，而此处是动词用法。且联系下文的对话选项「你被一个老奶奶打了？」，部分意見認為此句确实是在讲述被老奶奶踢到了牙。

## 補充
- 2002年底發行的這款《无冬之夜》繁體中文版之中尚有大量的錯譯、誤譯與編碼轉換等等，改版遊戲不應出現的嚴重疏失。完全沒有保持原文原意的翻譯，透過電子字典式逐字翻譯，產生大量未潤飾的語詞，例如將「體質」（physical strength）翻成「物理強度」。且編碼轉換時，由於中文字漏失出現許多數字與問號，形成一種與火星文頗有共通處的文体，於是也有人譏諷而戲稱英寶格台灣分公司為「火星文研究所」。
- 《絕冬城之夜》由於在翻譯、改版上的嚴重疏失而備受批評。但是英寶格台灣分公司堅稱，在之後所代理的遊戲裡，確實有針對這些問題加以改善。《絕冬城之夜》的翻譯問題，極有可能是過度急促的製作時間（原版於2002年6月18日發行，中文版則是在同年11月30日發行），將翻譯部分多重發包、翻譯人員濫用機器翻譯省工與內文水準的品质管理不良所導致的事件。這個現象其實也普遍存在於許多台灣代理並翻譯的外文版遊戲，《絕冬城之夜》並非特例。
- 這個詞產生自電腦遊戲內容的翻譯之中，所以通常是用於指責電腦遊戲內容的翻譯程度，較少用於形容書籍翻譯。
- 在中國大陸，有一個類似的語句「俸俸伲购美病」譏諷電腦遊戲翻譯品質低劣。此句來自《英雄傳說 空之軌跡SC》，本為「嘿嘿嘿，还好啦」，因为丢失了数据开头的一个位元組，变成了乱码。另一個著名語句為「老頭滾動條」，乃「The Elder Scrolls」（實為「上古卷軸」）的翻譯，也屬於透過電子字典式逐字翻譯的結果。类似的机器翻译还有微软的“坐和放宽”等。
- 在其他电子游戏的引进过程中，也出现过类似的错误翻译或翻译不当，如《星际争霸：血战》（StarCraft: Brood War）[注 1]、《武装突袭：女王的开场白（英语：ARMA: Queen's Gambit）》[注 2]、《三角洲特种部队：天使坠落（英语：Delta Force: Angel Falls）》[注 3]等。